# Halo: Silentium
Halo: Silentium é um romance de ficção científica militar de Greg Bear, baseado na série de jogos eletrônicos Halo. O livro foi lançado em março de 2013 e é o décimo segundo livro Halo (o décimo primeiro romance) e o último livro na trilogia de romances focados nos Forerunners, chamada The Forerunner Saga (A Saga dos Forerunners na localização brasileira). Silentium foi lançado em capa dura, e-book e audiolivro após Halo: The Thursday War de 2012, o segundo livro da trilogia Kilo-Five separada. Silentium conclui os esforços do Ur-Didact e da Librarian para impedir o Flood de destruir o universo. O livro alcançou o oitavo lugar na lista dos mais vendidos do New York Times em ficção de capa dura.

## Antecedentes
Greg Bear postou em seu site em 3 de maio de 2012 que o terceiro livro da trilogia Forerunner seria lançado em janeiro e tinha um título provisório de Halo: Silentium. O livro teve título, capa e data de lançamento anunciados pela Tor Books em 11 de julho de 2012, com data de lançamento em 8 de janeiro de 2013, para capa dura, e-book e audiolivro. Em 25 de agosto de 2012, o Bear afirmou que o livro estava completo e em revisão. Em 8 de novembro de 2012, Bear afirmou que havia terminado de escrever o livro. O lançamento foi posteriormente movido para março de 2013 até o lançamento de Halo 4 para evitar a revelação de quaisquer detalhes do enredo sobre o jogo. De 13 de fevereiro de 2013 até o lançamento dos livros, mensagens criptografadas foram enviadas do site do Halo Waypoint que permitiram aos fãs desbloquear conteúdo adicional de Halo, e também foram incluídas nas versões em brochura e e-book. Uma semana antes do lançamento do livro, um trecho do primeiro capítulo foi postado no site da editora, e o segundo foi no site do Halo Waypoint.
Bear usou os designs e imagens dos Forerunners dos jogos eletrônicos Halo como inspiração, e isso mostrou a ele que deveria haver uma ênfase nos construtores dentro da civilização Forerunner. A capa do livro foi desenhada por Nicolas "Sparth" Bouvier, em colaboração com Gabriel Garza, e com ajuda de design para a esfera do Didact fornecida por Glenn Israel.

## Sinopse

### Ambientação
Silentium ocorre aproximadamente 100.000 anos antes dos dias atuais no universo Halo, contando a história dos Forerunners antes de seu desaparecimento. Este livro específico ocorre durante os anos finais do império Forerunner e prepara o cenário para o que ocorre durante os eventos que ocorrem no jogo eletrônico Halo 4.

### Personagens
O Ur-Didact e a Librarian devem encontrar uma maneira de impedir o Flood de corromper o universo infectando-o.

### Resumo do enredo
Como os dois primeiros romances da Saga dos Forerunners, Silentium é enquadrado com um conceito do universo, sendo apresentado como uma série de registros Forerunner sob investigação pela ONI na era moderna. Os arquivos em questão foram extraídos de duas fontes: a carapaça de um Catálogo falecido (designado restos Forerunner #879) e um monitor danificado. Tanto a "Relação Bornstellar", o documento fictício que engloba a narrativa de Halo: Cryptum, quanto a recuperação da ONI de 343 Guilty Spark, que atua como o dispositivo de enquadramento para a trama de Halo: Primordium, são referenciados.
Em Erde-Tyrene, o Catálogo observa o esforço de evacuação do planeta. O Catálogo está aqui para investigar a Batalha da Capital, que resultou na morte de todo o Antigo Conselho, e exige um testemunho tanto da Librarian quanto de seu marido - o IsoDidact, anteriormente Bornstellar Makes Eternal Lasting. No entanto, um aviso de uma frota Flood se aproximando faz com que o IsoDidact tenha que sair para defender o território, então o Catálogo é enviado com a Librarian. Enquanto a acompanha, ela conta sobre os eventos que a levaram a se tornar uma Manipuladora de Vida, e sua separação crescente do Didact original devido às suas opiniões divergentes sobre a humanidade.
Mais de mil anos antes, pouco antes de Ur-Didact ir para o exílio, ele e a Librarian se reuniram em sua propriedade no mundo de Nomdagro. Um associado de Haruspis visitou sua casa e ajudou a orientar o Ur-Didact no processo de preservação do Cryptum. Após o exílio do Didact, as coisas continuaram a se deteriorar na cena política Forerunner. Para permanecer visto como um ativo para o Master Builder, a Librarian propôs uma expedição a uma galáxia local conhecida como Path Kethona para aprender sobre as origens do Flood. A lenda diz que há 10 milhões de anos, os antigos Forerunners viajaram para o Path Kethona, mas os registros reais detalhando essa jornada há muito desapareceram. O Antigo Conselho aprovou este empreendimento e a nave Audacity foi construída para a longa jornada até Path Kethona. A tripulação consistia da Librarian, um Construtor chamado Keeper-of-Tools, um Mineiro chamado Clearance-of-Old-Forests e dois Trabalhadores de vida chamados Chant-to-Green e Birth-to-Light. Chegando a Path Kethona, a tripulação da Audacity iria achá-lo aparentemente completamente desprovido de vida. No entanto, eles descobriram que a arquitetura Precursora existia tão longe da Via Láctea. Entre os artefatos estava uma vasta frota de antigas naves de guerra Forerunner. A Librarian e sua tripulação examinaram as naves Forerunner e não encontraram nada de verdadeiro interesse; todos os registros internos foram destruídos há milhares de anos, pois foram carregados em binário.
A Librarian, Keeper e Chant descobriram um planeta com uma civilização de Forerunners primitivos confinados ao planeta e sem qualquer forma de tecnologia avançada; entretanto, a ecologia do planeta é completamente baseada na genética Forerunner. A tripulação pousa no planeta para encontrar os nativos pessoalmente. Enquanto a Librarian encontra os locais pessoalmente sem armadura. A Librarian pergunta a um ancião, Glow-of-Old-Suns, sobre as origens de seu povo e é levado a um vale onde ela descobre que a história dos nativos está contida em uma vasta extensão de musgo - um Domínio orgânico. Ao acessar esta reserva de informações, ela aprenderia que os Warriors conduziram os Precursores à Path Kethona durante a campanha genocida dos Forerunners contra seus criadores dez milhões de anos antes, e que os habitantes do planeta eram descendentes dos Forerunners exilados lá como punição por se recusarem a participar do destruição dos Precursores.
De volta ao presente, o Ur-Didact emerge de uma bolha de estase em um casco de Construtor quebrado à deriva em um Burn, a designação de um sistema estelar infectado pelo Flood. Também a bordo está um ex-Promethean chamado Sharp-by-Striking, outro Catálogo e um Construtor chamado Maker-of-Moons. Descobriu-se que Sharp perdeu o favor de Faber e o Maker iria dar testemunho ao Catálogo contra Faber, então todos os três se encontraram na nave quebrada também. Seu destino é um mundo infestado pelo Flood chamado Uthera Midgeerrd. Eventualmente, um artefato Precursor com estradas estrelares deslizantes aparece e ameaça destruir a nave. O Ur-Didact, disposto a enfrentar o que quer que esteja no artefato Precursor, permanece na nave enquanto os outros escapam; só o Catálogo fica para acompanhá-lo.
O Ur-Didact e o Catálogo são capturados pelo Gravemind e a sanidade do Ur-Didact é severamente abalada pelo encontro resultante. O Gravemind então revela a verdadeira natureza dos Precursores. Eles realmente rejeitaram dar aos Forerunners o Mantle e pretendiam dar-lho aos humanos. Os Forerunners não aceitaram isso e expulsaram os Precursores da galáxia e além. Alguns Precursores sobreviveram ficando dormentes, outros tornaram-se um pó que poderia regenerar seu antigo eu com o tempo, mas o tempo o tornou defeituoso e só criou doenças e enfermidades. Os Precursores juraram que nenhuma de suas criações se levantaria contra eles novamente e que toda a vida sofreria e estaria em agonia perpétua, através de sua nova forma como o Flood.
De volta ao complexo de Orion, as defesas Forerunner continuam a cair enquanto os artefatos Precursores antes adormecidos pela galáxia começam a se reativar, com seu imenso poder aumentando as já enormes forças do Flood. O Master Builder se revela vivo e bem. Ele resgatou o Ur-Didact, que recebeu o poder mais uma vez. Uma reunião ocorre em Nomdagro entre o IsoDidact, Ur-Didact e a Librarian que não vai bem. Discussões acontecem e o Ur-Didact revela que o Gravemind o deixou louco e que ele não deixaria os humanos atingirem o Mantle. O Flood chega e devasta Nomdagro enquanto a Audacity e a Mantle's Approach partem em direção à Arca maior, agora o último bastião do ecumene.
Na Arca maior, Omega Halo está lá na expectativa de um ataque Flood. Uma luta pelo poder segue entre o IsoDidact e outros comandantes Forerunner que pensam que o Ur-Didact deveria liderá-los. O Master Builder consegue recuperar o controle para ele e o IsoDidact, revelando que o Ur-Didact está sendo usado como um peão pelo Gravemind; depois que Faber o recuperou, o Ur-Didact transmitiu-lhe uma mensagem sádica do Gravemind que havia absorvido a família de Faber.
Uma enorme frota Flood liderada por Mendicant Bias chega e o caos explode. Nessa confusão, o Ur-Didact usa um Composer para compor as populações humanas que estão sendo armazenadas no Omega Halo e retira-se para Requiem. A Librarian segue atrás dele, lamentando a perda de seus humanos. Monitor Chakas tem a tarefa de salvar o resto dos humanos na Arca e levá-los para a Arca menor, ainda escondida de Ur-Didact e do Flood. O IsoDidact e os comandantes Forerunner restantes com Faber vão para o Halo a reboque e o ativam para ganhar tempo. Embora o pulso destrua algumas das estradas estelares Precursoras e parte da frota do Flood, a Arca maior e o Omega Halo logo são destruídos pelas estradas estelares. Faber permanece para trás enquanto IsoDidact e os outros comandantes tentam escapar, mas eles começam a despencar para a morte quando o Halo é dilacerado. Chakas consegue salvar o IsoDidact e leva-o para a Arca menor através do portal slipspace pessoal de Faber.
Na Arca menor, os seis Halos restantes são designados aos seus monitores zeladores em preparação para sua distribuição pela galáxia, a Instalação 07 tendo sido implantada anos antes. O IsoDidact tem uma breve conversa com Chakas, na qual ele dá a ele sua nova designação, 343 Guilty Spark, e o atribui à Instalação 04. O IsoDidact então pergunta a Chakas se ele dispararia os anéis, se fosse sua escolha, mas não recebe resposta.
Em Requiem, a Librarian se esgueira a bordo com a Audacity, seguindo a Mantle's Approach. As defesas de Requiem também a vêem como uma amiga e a deixa entrar. a Librarian encontra Endurance-of-Will, uma Promethean e ex-interesse amoroso de Ur-Didact. Endurance revela que o Ur-Didact está usando as essências dos humanos e Prometheans compostos para construir um exército de Promethean Knights mecânicos, com os quais ele planeja derrotar o Flood e erradicar todas as espécies que possam desafiar os Forerunners no futuro. Apesar de se ressentir dela por ter sido escolhida pelo Ur-Didact em vez dela, Endurance é finalmente convencida a ajudar a Librarian a derrubar o Ur-Didact e selá-lo em um Cryptum. Uma vez feito isso, a Librarian atribui Endurance para cuidar do Didact pelo tempo que puder. Enquanto ela deixa Requiem em direção à Terra, a Librarian é confrontada por um grande grupo de Knights e se pergunta se Endurance escolheu se tornar um.
A Librarian então atrai o Flood para a Terra para permitir que o IsoDidact dispare os sete anéis Halo. Ela envia Chant-to-Green para a Arca menor com os humanos remanescentes do planeta e passa seu título de Modeladora de Vida para Chant, enquanto permanece ela mesma na Terra. Durante seus últimos dias na Terra, o Gravemind envia antigas essências humanas, incluindo o Lord of Admirals, para revelar que o Domínio foi criado pelos Precursores como a coleção de sabedoria de mais de 100 bilhões de anos de conhecimento e que estava enraizado na arquitetura Precursora para custódia. Resumindo, o Domínio é o Organon mítico. Infelizmente, a Librarian percebe que os Halos destruirão tudo isso, e que sem o Domínio, o Ur-Didact passará as eras por vir em completo silêncio, pensando em sua própria raiva e loucura. Enquanto ela observa a construção do Portal, ela sinceramente espera que a humanidade um dia herde o Mantle.
Na Arca menor, o IsoDidact ativa os anéis enquanto Offensive Bias afasta a frota de Mendicant Bias, permitindo que os anéis disparem antes que este alcance a Arca. No final, 343 Guilty Spark reflete sobre os Halos trabalhando seu poder por toda a galáxia. Naquele instante, ele recebe os primeiros sinais de uma civilização jovem, até então desconhecida, que é rapidamente extinta pelo pulso da Matriz. Os processos de compartimentação apagam grandes porções da memória de Spark e ele esquece sua antiga vida.

#### Epílogo
Um código para um epílogo de áudio oculto, intitulado "Rebirth", está incluído na forma de símbolos Forerunner apresentados em alguns dos títulos dos capítulos do romance. O código pode ser usado no Halo Waypoint para desbloquear uma narração de quarenta minutos de Greg Bear, descrevendo a fase de reintrodução da perspectiva de Riser. Tendo sobrevivido à destruição da grande Arca, Riser, Vinnevra e outros humanos são realocados na Instalação 00 entre muitas outras espécies, onde os Forerunners cuidam deles até que eles retornem ao seu mundo natal. A pedido de Riser, seu povo é realocado em uma série de ilhas. Riser se encontra com o IsoDidact uma última vez antes dos Forerunners partirem e os humanos começarem a se estabelecer em seu novo lar. Dias depois, um novo código foi revelado, adicionando 5 minutos adicionais ao epílogo, descrevendo o julgamento de Mendicant Bias após sua derrota na Batalha da Esfera Maginot.

## Lançamento e recepção

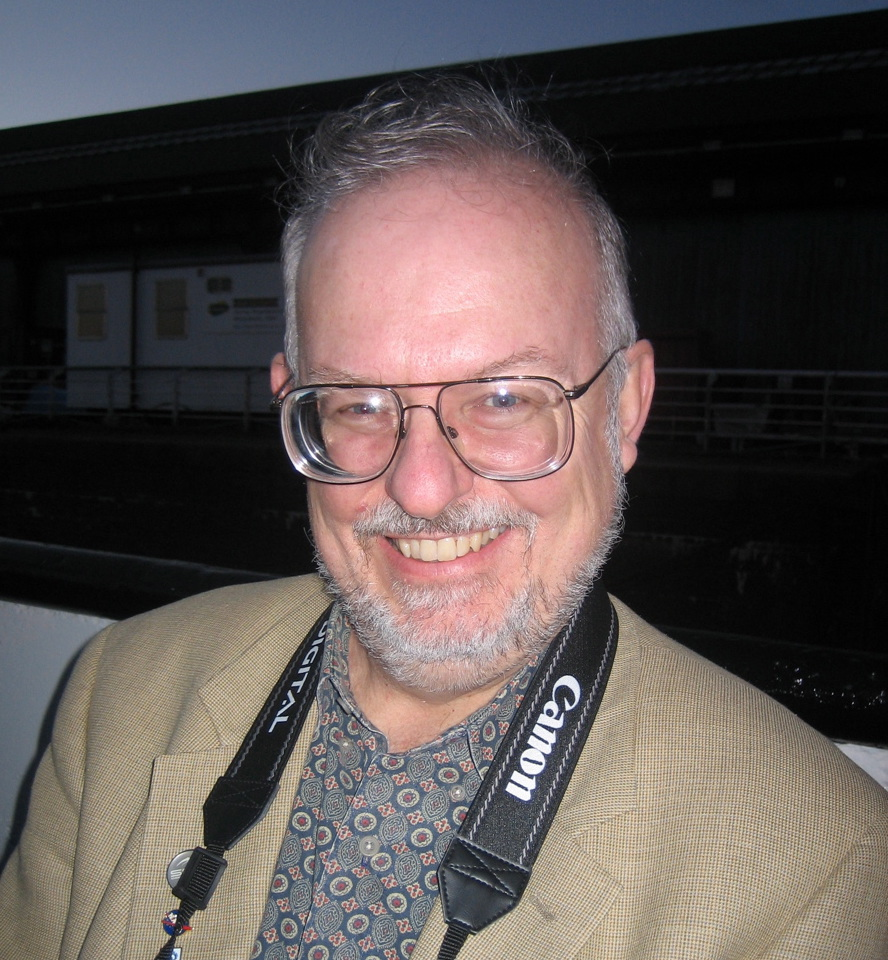
Greg Bear é o autor de Silentium e os dois outros romances da Saga dos Forerunners.

O livro estreou em oitavo lugar na lista de bestsellers de ficção de capa dura do New York Times e no número trinta e cinco na semana seguinte. Na lista "Combined Hardcover and Paperback Fiction" do New York Times, ele foi listado em vigésimo quarto na semana de 7 de abril. O livro entrou no Top 150 do USA Today em 28 de março de 2013 e alcançou a 128ª posição.
Em 14 de julho de 2012 na San Diego Comic Con, Greg Bear autografou livros da Trilogia Forerunner e um fã ganhou um pôster da capa do livro. No dia em que o livro foi lançado, Bear assinou cópias na Universidade de Washington e três dias depois na Livraria Mysterious Galaxy. O livro foi um dos "Bestseller's Picks" da Barnes and Nobles de março de 2013. Em 12 de abril de 2013, a Tor Books fez uma promoção distribuindo toda a trilogia do livro para um participante.